# Gangs of New York
Gangs of New York er en film fra 2002. Den er instrueret af Martin Scorsese efter manuskript af Jay Cocks, Steven Zaillian og Kenneth Lonergan. Handlingen forergår i 1860'ernes New York og er inspireret af Herbert Asburys bog, The Gangs of New York.
Filmen handler om konflikten mellem de indfødte (primært protestanter) og irske indvandrere (primært katolikker). Amsterdam Vallon (spillet af Leonardo DiCaprio) er en ung irskamerikaner, som opnår William 'Bill the Butcher' Cuttings (spillet af Daniel Day-Lewis) tillid. Han er leder af de indfødtes bande. Bill myrdede brutalt Amsterdams far, der var leder af indvandrernes bande. William Cutting er baseret på Bill "The Butcher" Poole, som var leder af banden The Bowery Boys. Han ligger begravet på Green-wood Cemetery, Brooklyn i New York.
Filmen begynder i 1846, men springer hurtigt til de tidlige 1860'ere. Historien følger William Cuttings rolle som leder af The Bowery Boys. Det kulminerer med en konfrontation mellem Amsterdam og Bill.

## Plot
1846. Manhattan. Five Points kvarteret. En bandekrig mellem de indfødte (The Natives) og de irske indvandrere, der har varet i flere år, er ved at nå sit højdepunkt. De indfødtes leder, William "Bill the Butcher" Cutting, nærer et åbent had til immigranterne. Lederen af dem, "Dead Rabbits", Priest Vallon, har en ung søn, Amsterdam. Bill og Priest mødes i et blodigt slag, som ender med, at Priest bliver stukket ihjel af Bill. Amsterdam tager kniven, løber væk og begraver den. Han bliver fundet og bragt til et børnehjem. 16 år senere forlader Amsterdam børnehjemmet. Da han vender tilbage til Five Points, møder han sin gamle ven, Johnny, der introducerer ham for Bill. Amsterdam møder flere af sin fars tidligere trofaste som "Happy Jack" (Reilly) og McGloin (Gary Lewis), som nu er under Bills kontrol.
Amsterdam møder også Jenny Everdeane (Diaz), lommetyv og Bills elskerinde. Amsterdam bliver også involveret i Boss Tweeds halvkriminelle imperium.

## Hæder
| Pris                                  | Dato for ceremoni | Kategori                                 | Modtager(e)                                                                            | Resultat     | Skabelon:Refh |
| ------------------------------------- | ----------------- | ---------------------------------------- | -------------------------------------------------------------------------------------- | ------------ | ------------- |
| Academy Awards                        | March 23, 2003    | Best Picture                             | Alberto Grimaldi, Harvey Weinstein                                                     | Nomineret    | [ 1 ]         |
| Academy Awards                        | March 23, 2003    | Best Director                            | Martin Scorsese                                                                        | Nomineret    | [ 1 ]         |
| Academy Awards                        | March 23, 2003    | Best Actor                               | Daniel Day-Lewis                                                                       | Nomineret    | [ 1 ]         |
| Academy Awards                        | March 23, 2003    | Best Original Screenplay                 | Jay Cocks, Steven Zaillian, Kenneth Lonergan                                           | Nomineret    | [ 1 ]         |
| Academy Awards                        | March 23, 2003    | Best Production Design                   | Dante Ferretti, Francesca Lo Schiavo                                                   | Nomineret    | [ 1 ]         |
| Academy Awards                        | March 23, 2003    | Best Cinematography                      | Michael Ballhaus                                                                       | Nomineret    | [ 1 ]         |
| Academy Awards                        | March 23, 2003    | Best Costume Design                      | Sandy Powell                                                                           | Nomineret    | [ 1 ]         |
| Academy Awards                        | March 23, 2003    | Best Film Editing                        | Thelma Schoonmaker                                                                     | Nomineret    | [ 1 ]         |
| Academy Awards                        | March 23, 2003    | Best Original Song                       | Bono, The Edge, Adam Clayton, Larry Mullen For the song "The Hands That Built America" | Nomineret    | [ 1 ]         |
| Academy Awards                        | March 23, 2003    | Best Sound                               | Tom Fleischman, Eugene Gearty, Ivan Sharrock                                           | Nomineret    | [ 1 ]         |
| British Academy Film Awards           | February 23, 2003 | Best Film                                | Alberto Grimaldi, Harvey Weinstein                                                     | Nomineret    | [ 2 ]         |
| British Academy Film Awards           | February 23, 2003 | Best Direction                           | Martin Scorsese                                                                        | Nomineret    | [ 2 ]         |
| British Academy Film Awards           | February 23, 2003 | Best Actor in a Leading Role             | Daniel Day-Lewis                                                                       | Vundet       | [ 2 ]         |
| British Academy Film Awards           | February 23, 2003 | Best Original Screenplay                 | Jay Cocks, Steven Zaillian, Kenneth Lonergan                                           | Nomineret    | [ 2 ]         |
| British Academy Film Awards           | February 23, 2003 | Best Cinematography                      | Michael Ballhaus                                                                       | Nomineret    | [ 2 ]         |
| British Academy Film Awards           | February 23, 2003 | Best Film Music                          | Howard Shore                                                                           | Nomineret    | [ 2 ]         |
| British Academy Film Awards           | February 23, 2003 | Best Editing                             | Thelma Schoonmaker                                                                     | Nomineret    | [ 2 ]         |
| British Academy Film Awards           | February 23, 2003 | Best Sound                               | Tom Fleischman, Ivan Sharrock, Eugene Gearty, Philip Stockton                          | Nomineret    | [ 2 ]         |
| British Academy Film Awards           | February 23, 2003 | Best Production Design                   | Dante Ferretti                                                                         | Nomineret    | [ 2 ]         |
| British Academy Film Awards           | February 23, 2003 | Best Costume Design                      | Sandy Powell                                                                           | Nomineret    | [ 2 ]         |
| British Academy Film Awards           | February 23, 2003 | Best Makeup                              | Manlio Rocchetti, Aldo Signoretti                                                      | Nomineret    | [ 2 ]         |
| British Academy Film Awards           | February 23, 2003 | Best Special Visual Effects              | R. Bruce Steinheimer, Michael Owens, Ed Hirsh, Jon Alexander                           | Nomineret    | [ 2 ]         |
| Chicago Film Critics Association      | January 8, 2003   | Best Director                            | Martin Scorsese                                                                        | Nomineret    | [ 3 ]         |
| Chicago Film Critics Association      | January 8, 2003   | Best Actor                               | Daniel Day-Lewis                                                                       | Skabelon:Win | [ 3 ]         |
| Chicago Film Critics Association      | January 8, 2003   | Best Cinematography                      | Michael Ballhaus                                                                       | Nomineret    | [ 3 ]         |
| Critics' Choice Movie Awards          | January 17, 2003  | Best Picture                             |                                                                                        | Nomineret    | [ 4 ]         |
| Critics' Choice Movie Awards          | January 17, 2003  | Best Director                            | Martin Scorsese                                                                        | Nomineret    | [ 4 ]         |
| Critics' Choice Movie Awards          | January 17, 2003  | Best Actor                               | Daniel Day-Lewis                                                                       | Vundet       | [ 4 ]         |
| Directors Guild of America            | March 1, 2003     | Best Director – Feature Film             | Martin Scorsese                                                                        | Nomineret    | [ 5 ]         |
| Empire Awards                         | February 4, 2004  | Best Actor                               | Daniel Day-Lewis                                                                       | Nomineret    | [ 6 ] [ 7 ]   |
| Empire Awards                         | February 4, 2004  | Scene of the Year                        | The flag speech                                                                        | Nomineret    | [ 6 ] [ 7 ]   |
| Florida Film Critics Circle Awards    | January 3, 2003   | Best Actor                               | Daniel Day-Lewis                                                                       | Vundet       | [ 8 ]         |
| Florida Film Critics Circle Awards    | January 3, 2003   | Best Director                            | Martin Scorsese                                                                        | Vundet       | [ 8 ]         |
| Golden Globe Awards                   | January 19, 2003  | Best Motion Picture – Drama              |                                                                                        | Nomineret    | [ 9 ]         |
| Golden Globe Awards                   | January 19, 2003  | Best Director                            | Martin Scorsese                                                                        | Vundet       | [ 9 ]         |
| Golden Globe Awards                   | January 19, 2003  | Best Actor– Motion Picture Drama         | Daniel Day-Lewis                                                                       | Nomineret    | [ 9 ]         |
| Golden Globe Awards                   | January 19, 2003  | Best Supporting Actress – Motion Picture | Cameron Diaz                                                                           | Nomineret    | [ 9 ]         |
| Golden Globe Awards                   | January 19, 2003  | Best Original Song                       | Bono, The Edge, Adam Clayton, Larry Mullen For the song "The Hands That Built America" | Vundet       | [ 9 ]         |
| Los Angeles Film Critics Association  | December 15, 2002 | Best Actor                               | Daniel Day-Lewis                                                                       | Vundet       | [ 10 ]        |
| Los Angeles Film Critics Association  | December 15, 2002 | Best Production Design                   | Dante Ferretti                                                                         | Vundet       | [ 10 ]        |
| New York Film Critics Circle          | January 12, 2003  | Best Actor                               | Daniel Day-Lewis                                                                       | Vundet       | [ 11 ]        |
| Online Film Critics Society Awards    | January 6, 2003   | Top 10 films                             |                                                                                        | 5th place    | [ 12 ]        |
| Online Film Critics Society Awards    | January 6, 2003   | Best Director                            | Martin Scorsese                                                                        | Nomineret    | [ 12 ]        |
| Online Film Critics Society Awards    | January 6, 2003   | Best Actor                               | Daniel Day-Lewis                                                                       | Vundet       | [ 12 ]        |
| Online Film Critics Society Awards    | January 6, 2003   | Best Cinematography                      | Michael Ballhaus                                                                       | Nomineret    | [ 12 ]        |
| Online Film Critics Society Awards    | January 6, 2003   | Best Ensemble                            |                                                                                        | Nomineret    | [ 12 ]        |
| Online Film Critics Society Awards    | January 6, 2003   | Best Art Direction                       | Dante Ferretti                                                                         | Nomineret    | [ 12 ]        |
| Online Film Critics Society Awards    | January 6, 2003   | Best Costume Design                      | Sandy Powell                                                                           | Nomineret    | [ 12 ]        |
| Online Film Critics Society Awards    | January 6, 2003   | Best Sound                               | Tom Fleischman, Eugene Gearty, Ivan Sharrock                                           | Nomineret    | [ 12 ]        |
| San Diego Film Critics Society Awards | December 20, 2002 | Best Actor                               | Daniel Day-Lewis                                                                       | Vundet       |               |
| Satellite Awards                      | January 12, 2003  | Best Actor - Drama                       | Daniel Day-Lewis                                                                       | Vundet       | [ 13 ]        |
| Satellite Awards                      | January 12, 2003  | Best Art Direction                       | Dante Ferretti                                                                         | Vundet       | [ 13 ]        |
| Satellite Awards                      | January 12, 2003  | Best Costume Design                      | Sandy Powell                                                                           | Nomineret    | [ 13 ]        |
| Satellite Awards                      | January 12, 2003  | Best Cinematography                      | Michael Ballhaus                                                                       | Nomineret    | [ 13 ]        |
| Satellite Awards                      | January 12, 2003  | Best Editing                             | Thelma Schoonmaker                                                                     | Vundet       | [ 13 ]        |
| Satellite Awards                      | January 12, 2003  | Best Sound                               | Tom Fleischman, Eugene Gearty, Ivan Sharrock                                           | Nomineret    | [ 13 ]        |
| Satellite Awards                      | January 12, 2003  | Best Visual Effects                      |                                                                                        | Nomineret    | [ 13 ]        |
| Screen Actors Guild Award             | March 9, 2003     | Best Actor                               | Daniel Day-Lewis                                                                       | Vundet       | [ 14 ]        |
| Vancouver Film Critics Circle         | January 30, 2002  | Best Film                                |                                                                                        | Nomineret    | [ 15 ]        |
| Vancouver Film Critics Circle         | January 30, 2002  | Best Director                            | Martin Scorsese                                                                        | Nomineret    | [ 15 ]        |
| Vancouver Film Critics Circle         | January 30, 2002  | Best Actor                               | Daniel Day-Lewis                                                                       | Vundet       | [ 15 ]        |
| Visual Effects Society Awards         | February 19, 2003 | Best Supporting Visual Effects           | Michael Owens, Camille Geier, Edward Hirsh, Jon Alexander                              | Nomineret    | [ 16 ]        |
| Visual Effects Society Awards         | February 19, 2003 | Best Matte Painting                      | Brett Northcutt, Ronn Brown, Mathieu Raynault, Evan Pontoriero                         | Nomineret    | [ 16 ]        |
| Writers Guild of America              | March 8, 2003     | Best Original Screenplay                 | Jay Cocks, Steven Zaillian, Kenneth Lonergan                                           | Nomineret    | [ 17 ]        |